# École supérieure de commerce et management
Die École supérieure de commerce et management (ESCEM) ist eine internationale Wirtschaftshochschule und eine der führenden Grandes Ecoles in Frankreich. Sie wurde 1998 gegründet. Sie verfügt über einen eigenen Campus in Tours.
Die Studiengänge haben die dreifache internationale Akkreditierung von AACSB, EQUIS und Conférence des grandes écoles.
Im Ranking der französischen Business-Schools von Le Figaro liegt sie 2022 auf Platz 16.